# 同名アルバム
同名アルバム（どうめいアルバム）とは、名前が「何か」と同じアルバムのことをいう。

## 概要
以下のいずれかに該当することが多い。
- アルバムのタイトルがアルバムに収録されている楽曲のタイトルと同じ場合に、（楽曲の方ではなく）アルバムを指すことを明確にするために使われることがある。楽曲の方がシングルとして先に発表・発売された、またはヒット曲である場合、この傾向にある。日本国外のアーティストのアルバムの日本盤を発売する際、収録されているヒット曲の知名度を利用するために、（原題と異なる）ヒット曲のタイトルをアルバム名とすることがある[注 1]。逆に、（アルバムの方ではなく）楽曲を明示的に示す場合、「タイトルチューン」や「タイトル曲」と呼ぶことがある。
- アルバムのタイトルがアーティスト名と同じ場合に、（アーティスト名ではなく）明示的にアルバムを指すために使われることがある[注 2]。セルフタイトルともいう。この場合のアルバムは、ファーストアルバム（デビューアルバム）やベストアルバムであることが多いが、そうでないこともある[注 3]。

- 映画やコンピュータゲームなどのサントラ盤は、作品のタイトルと同じ場合が多いので使われることがある。